# Kerria ruralis
Kerria ruralis (лат.) — вид полужесткокрылых насекомых-кокцид рода Kerria из семейства лаковых червецов Kerriidae.

## Распространение
Китай.

## Описание
Мелкие лаковые червецы (длина около 2 мм). Брахиальная трубка длиной 65–90 мкм; передние дыхальца длиной 180–260 мкм. Диаметр брахиальной пластинки равен или больше длины супраанальной пластинки. Каждый маргинальный пучок каналов состоит из более чем 20 каналов; расстояние между передним дыхальцем и брахиальной пластиной более 34 мкм. Анальный бугорок (супраанальная пластинка) сокращенный, длина примерно равна ширине или шире, чем длина. Питаются соками растений.